# Sen Çal Kapımı
Sen Çal Kapımı es una sèrie de televisió turca produïda per MF Yapım que fou estrenada el 8 de juliol de 2020 a FOX Turquia. La comèdia romàntica, dirigida per Altan Dönmez i escrita per Ayşe Üner Kutlu, té com a protagonistes l'actriu Hande Erçel i l'actor Kerem Bürsin. Venuda a més de 90 països del món, la producció es va estrenar a Espanya a través de Telecinco (Mediaset) l'11 de gener de 2021 sota el títol de Love is in the Air.

## Trama

### Temporada 1
Eda Yıldız (Hande Erçel) és una jove venedora de flors que s'enfronta a Serkan Bolat (Kerem Bürsin), un famós arquitecte, després de perdre la beca universitària per culpa d'aquest. Serkan li proposa un tracte: si accepta passar dos mesos amb ell com si fos la seva promesa, l'ajudarà a pagar els estudis. Tot i que inicialment Eda no accepta el tracte, després d'avergonyir-lo en públic hi accedeix com a compensació. Encara que a l'inici la relació no és gens bona, a mesura que passen els dies canvia radicalment.

### Temporada 2
La parella afronta temps difícils durant el tractament de càncer de Serkan. Aquest s'obessiona amb la seva malaltia i es converteix en un home completament diferent, tancat a les emocions i la possibilitat de ser pare i obsessionat amb la feina. Aquestes diferències separen poc a poc a Serkan i Eda, que s'acaben separant. Després de dos anys sense veure's, durant els quals ella s'ha graduat a Itàlia, es retroben amb una sorpresa.

## Episodis
| Temporada | Temporada | Episodis | Episodis | Emissió original    | Emissió original      |
| Temporada | Temporada | Episodis | Episodis | Primera emissió     | Última emissió        |
| --------- | --------- | -------- | -------- | ------------------- | --------------------- |
|           | 1         | 39       | 39       | 8 de juliol de 2020 | 17 d'abril de 2021    |
|           | 2         | 13       | 13       | 9 de juny de 2021   | 9 de setembre de 2021 |

## Repartiment
- Hande Erçel (Eda Yıldız)
- Kerem Bürsin (Serkan Bolat)
- Neslihan Yeldan (Aydan Bolat)
- Evrim Doğan (Ayfer Yıldız)
- Anıl İlter (Engin Sezgin)
- Elçin Afacan (Melek Yücel)
- Başak Gümülcinelioğlu (Pırıl Baytekin)
- Alican Aytekin (Seyfi Çiçek)
- Maya Başol (Kiraz)
- Çağrı Çıtanak (Ferit Şimşek)
- Bige Önal (Selin Atakan)